# Hameldown Tor
Hameldown Tor är ett berg i Storbritannien.   Det ligger i grevskapet Devon och riksdelen England, i den södra delen av landet, 280 km väster om huvudstaden London. Toppen på Hameldown Tor är 529 meter över havet, eller 98 meter över den omgivande terrängen. Bredden vid basen är 4,7 km.
Terrängen runt Hameldown Tor är huvudsakligen kuperad, men åt sydväst är den platt. Runt Hameldown Tor är det ganska tätbefolkat, med 185 invånare per kvadratkilometer. Närmaste större samhälle är Newton Abbot, 17,6 km sydost om Hameldown Tor. Trakten runt Hameldown Tor består i huvudsak av gräsmarker.